# Palazzo Galli Tassi (Lucca)
Il Palazzo Galli Tassi si trova a Lucca ed è un complesso che occupa un’ampia area compresa tra via San Tommaso, via Galli Tassi, via San Paolino, piazzale Verdi e piazzale S. Donato.

## Storia e descrizione
Nasce come centro assistenziale della città col nome di ospedale di San Luca per volere della Corte dei mercanti e il primo atto certo è quello che ne autorizza la costruzione fatto dal vescovo di Lucca Enrico, nel 1262.
Nei secoli successivi si accorparono altri fabbricati sempre adibiti ad ospizi, come la chiesa e il monastero di Santa Giustina, ma la costruzione dell’ospedale nella struttura attuale risale al 1870, che comportò la distruzione di varie costruzioni precedenti e consistenti modifiche strutturali. L’attribuzione del nome Galli Tassi si deve al fatto che l’ultimo erede della famiglia omonima, Antonio Galli Tassi, morto senza eredi nel 1876, lasciò all’ospedale i suoi beni, che erano adiacenti alla struttura.
Una volta realizzato il nuovo ospedale Campo di Marte (1935), il Galli Tassi è rimasto attivo solo come reparto di ortopedia fino al 1980 circa, quando venne deciso di trasformarlo in cittadella giudiziaria.
Il Galli Tassi è attualmente adibito principalmente a palazzo di Giustizia della città, mentre due ali laterali sono occupate da uffici del comune.

## Scavi archeologici
Nel corso dei lavori di quest’ultima fase, la Soprintendenza dei beni archeologici della Toscana ha effettuato due campagne di scavi archeologici (anni 1990-91 e 2001-04), guidati dall’archeologo Giulio Ciampoltrini, che hanno portato alla scoperta di molti dati relativi alla chiesa e al monastero di Santa Giustina, all’esistenza, sotto l’edificio, di un tratto delle mura romane ed alle trasformazioni di un quartiere urbano tra il II secolo a.C. e il tardo medioevo.